# Aethes ferruginea
Aethes ferruginea es una especie de polilla del género Aethes, categorizada en la tribu Cochylini, de la subfamilia Tortricinae.

## Distribución
Se distribuye por Siria.

## Taxonomía
Fue descrita por Walsingham en 1900 y publicada en (Loxopera), Ann. Mag. nat. Hist. (7)6: 444.